# Дорогиничі
Дороги́ничі — село в Україні, у Локачинській селищній громаді Володимирського району Волинської області. Населення становить 620 осіб.

## Географія
Село розташоване на лівому березі річки Луга.

## Історія
У 1906 році село Хорівської волості Володимир-Волинського повіту Волинської губернії. Відстань від повітового міста 25 верст, від волості 6. Дворів 86, мешканців 549.
1974 року в селі встановлено пам'ятник землякам, загиблим у Другій світовій війні. Скульптор Володимир Ушаков.
12 червня 2020 року, відповідно до розпорядження Кабінету Міністрів України № 708-р «Про визначення адміністративних центрів та затвердження територій територіальних громад Волинської області», увійшло до складу Локачинської селищної територіальної громади.
19 липня 2020 року, в результаті адміністративно-територіальної реформи та ліквідації  Локачинського району, село увійшло до новоутвореного Володимир-Волинського району (від 18 липня 2022 Володимирського).

## Населення
Згідно з переписом УРСР 1989 року чисельність наявного населення села становила 635 осіб, з яких 302 чоловіки та 333 жінки.
За переписом населення України 2001 року в селі мешкало 615 осіб.

### Мова
Розподіл населення за рідною мовою за даними перепису 2001 року:
| Мова       | Відсоток |
| ---------- | -------- |
| українська | 99,84 %  |
| білоруська | 0,16 %   |

## Відомі люди
- Народився Інокентій Гловацький (1886—1940) — український політик, сенатор III каденції (1930—1935) Сейму Другої Речі Посполитої, голова спілки кооператорів Волині, закатований НКВС[9].